# Flore endémique de l'île Maurice
Voici une liste des espèces végétales endémiques de l'île Maurice, dont les noms scientifiques sont classés selon l'ordre alphabétique.
Attention, cette liste n'inclut pas les espèces endémiques de Rodrigues, dépendance lointaine de la république de Maurice à laquelle la Liste des espèces endémiques de Rodrigues est consacrée. En revanche, elle inclut bel et bien les espèces endémiques des îlots proches de l'île principale comme l'île Ronde ou l'île Plate.
En tout cas, elle n'est pas exhaustive et demande à être complétée.

## B
- Badula insularis - Bois pintade.
- Barleria observatrix.
- Badula platyphylla.
- Badula reticulata.

## C
- Canarium paniculatum - Bois colophane.
- Casearia mauritiana.
- Chassalia coriacea - Bois losteau.
- Crinum mauritianum.
- Croton mauritianus - Ti bois de senteur.
- Croton tiliifolius.
- Cynanchum glomeratum
- Cynanchum scopulosum
- Cynanchum staubii
- Cylindrocline lorencei disparue de son milieu naturel[1].

## D
- Dictyosperma album (var. conjugatum) - Palmiste blanc de l'île Ronde
- Diospyros tesselaria - Bois d'ébène
- Diospyros egrettarum
- Dombeya mauritiana
- Dracaena concinna - Bois de chandelle
- Dracaena umbraculifera - Dragonnier-ombrelle

## E
- Elaeocarpus integrifolius - Ganitre à feuilles entières
- Eugenia bojeri - Bois clou
- Eugenia hastilis - Bois de sagaie
- Eugenia vaughanii

## G
- Gaertnera psychotroides - Bois banane.
- Polyscias maraisiana - Bois bœuf.
- Gouania tiliifolia - Liane charretier.
- Gymnosporia pyria - Bois à poudre. (= Maytenus pyria)

## H
- Hibiscus fragilis - Mandrinette
- Hyophorbe amaricaulis
- Hyophorbe lagenicaulis - Palmiste bouteille
- Hyophorbe vaughanii

## L
- Latania loddigesii - Latanier bleu

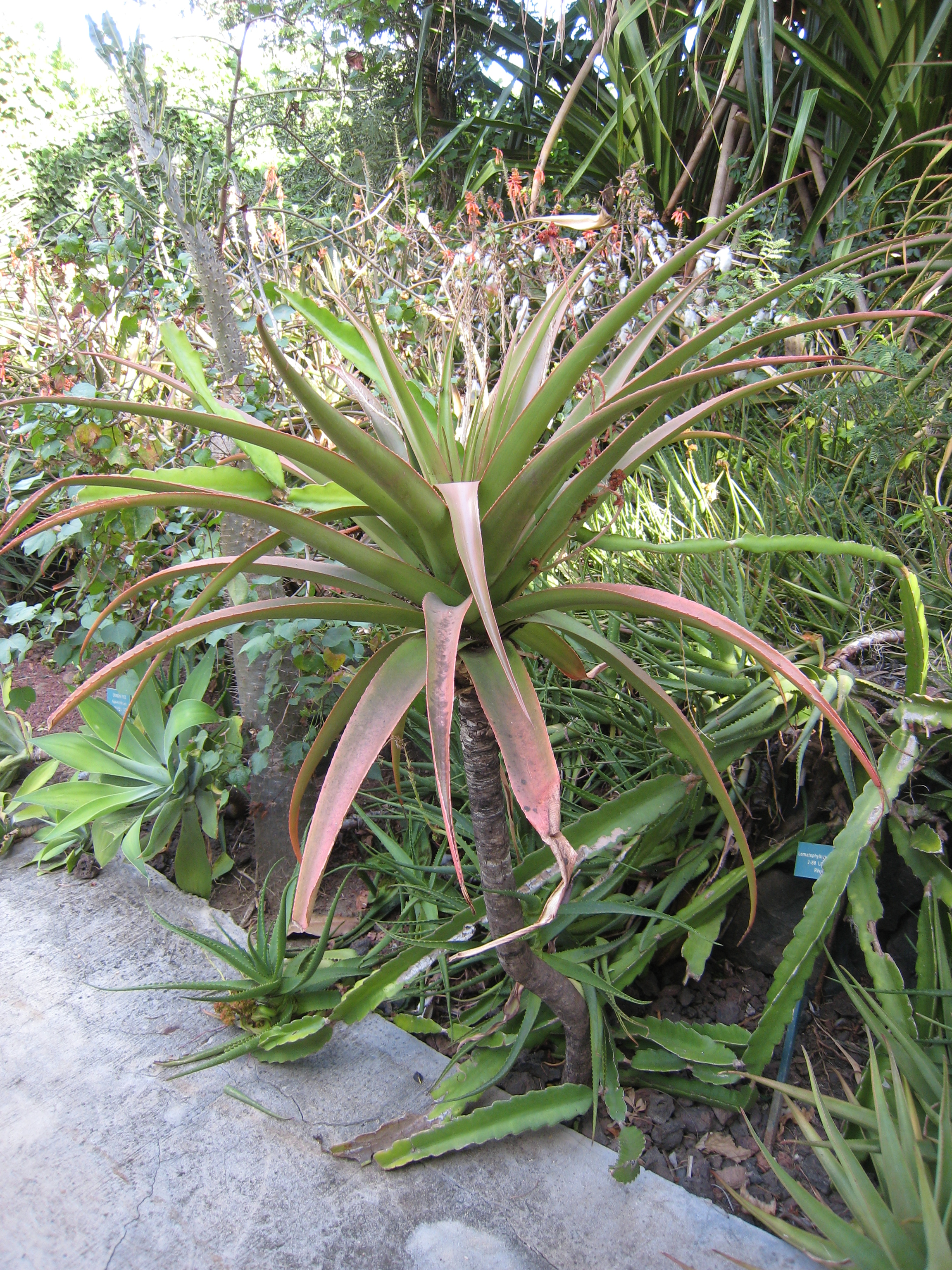
Socotrine du pays (Lomatophyllum purpureum).

- Lomatophyllum purpureum - Socotrine du pays.

## M
- Macaranga mauritiana
- Mimusops erythroxylon - Bois canne
- Mimusops petiolaris - Bois macaque
- Molinea laevis - Bois de gaulettes.

## P
- Pandanus microcarpus
- Pandanus palustris
- Pandanus pyramidalis
- Pandanus vandermeeschii
- Phyllanthus lanceolatus - Bois dilo.
- Polyscias gracilis - Bois papaye
- Polyscias neraudiana - Bois papaye
- Polyscias paniculata - Bois papaye
- Protium obtusifolium - Bois colophane bâtard.
- Psiadia arguta - Baume de l'île Plate.
- Psiadia terebinthina.
- Psiadia viscosa - Baume de l'île Plate.
- Pyrostria commersonii - Pyrostre de Commerson

## S
- Senecio lamarckianus - Bois chèvre.
- Sideroxylon grandiflorum - Tambalacoque.
- Syzygium glomeratum - Bois de pomme.

## T
- Tambourissa cocottensis
- Tambourissa quadrifida - Bois tambour
- Tectiphiala
- Trochetia boutoniana - Boucle d'oreille
- Trochetia parviflora
- Trochetia triflora
- Tylophora coriacea - Ipéca du pays.